# فريدريك ميلر
فريدريك ميلر (بالإنجليزية: Frederick Miller)‏ (29 يوليو 1828 - 22 نوفمبر 1875) هو لاعب كريكت بريطاني (وحمل سابقاً جنسية المملكة المتحدة لبريطانيا العظمى وأيرلندا).